# Villa las Flores
Villa las Flores är en ort i Mexiko.   Den ligger i kommunen Tlajomulco de Zúñiga och delstaten Jalisco, i den centrala delen av landet, 500 km väster om huvudstaden Mexico City. Villa las Flores ligger 1 507 meter över havet och antalet invånare är 208.
Terrängen runt Villa las Flores är huvudsakligen kuperad, men åt nordväst är den platt. Runt Villa las Flores är det tätbefolkat, med 266 invånare per kvadratkilometer. Närmaste större samhälle är Hacienda Santa Fe, 16,2 km öster om Villa las Flores. I omgivningarna runt Villa las Flores växer huvudsakligen savannskog.